# Francesco Curci (politico)
Francesco Curci (Nocera Inferiore, 6 gennaio 1934 – 13 settembre 1996) è stato un politico e medico italiano.